# پرواز ۱۳۶۳ ایر انتاریو
پرواز ۱۳۶۳ ایر انتاریو  (انگلیسی: Air Ontario Flight 1363) یک پرواز مسافربری برنامه‌ریزی شده ایرانتاریو  بود که در نزدیکی ، انتاریو، کانادا، در ۱۰ مارس ۱۹۸۹ کمی پس از برخاستن از فرودگاه منطقه‌ای درایدن به دلیل یخ زدن بال ها سقوط کرد.

## حادثه
پرواز از خلیج تاندر به مقصد  وینیپگ با یک توقف میانی در درایدن حرکت کرده بود،  هواپیما کمی پس از برخاستن از باند فرودگاه  به علت واماندگی نتوانست به ارتفاع حداقل برای پرواز برسد و شروع به کم کردن ارتفاع کرد و با درختان آخر باند فرودگاه برخورد کرد و سپس در اثر برخورد متلاشی شد. و به چندین تکه تقسیم شد. 
این سانحه منجر به مرگ ۲۱ نفر از ۶۵ مسافر و سه نفر از چهار خدمه هواپیما از جمله هر دو خلبان شد. 
آتش سوزی شدید پس از سقوط منجر به آسیب شدید هم به ضبط صدای کابین خلبان و هم به ضبط کننده اطلاعات پرواز شد. هیچ یک از این ضبط کننده ها در تحقیق قابل خواندن نبود  در نتیجه به همین دلیل، تلاش تحقیقاتی تقریباً به طور کامل به اظهارات شاهدان در مورد سقوط و صحبت مسافران بازمانده گان منتهی  متکی شد.